# Mercedes Arqué Blanco
Mercedes Arqué Blanco (Barcelona, 9 de mayo de 1945), en catalán Mercè Arqué, es una ex jugadora de balonmano española, enfermera y profesora universitaria.

## Trayectoria deportiva
Fue una deportista nata, practicando el atletismo, la natación y sobre todo el balonmano, deporte en el que destacó, siendo parte de la primera selección española de la historia, en la posición de extremo. 

### Balonmano
Empezó jugando en la Sección Femenina de Barcelona, con el que levantó el título de 1961 para dos temporadas después, volverse a proclamar campeona con el mismo club, ya con el nombre de Club Medina de Barcelona, (1963), alzándose con los títulos de Primera División.
La temporada 1963-64 fichó por el gran dominador de la época en el balonmano español, el Picadero Jockey Club, consiguiendo cinco campeonatos de Liga más. 
Fue internacional con la selección española en seis ocasiones, formando parte del equipo que disputó el primer partido internacional en noviembre de 1967. 

### Atletismo
También fue atleta del Fútbol Club Barcelona y estableció el récord de Cataluña de 800 m lisos con 2.21,3 min en 1968. 

## Enfermería
Empezó a estudiar enfermería a los 23 años y, durante su etapa universitaria, formó un equipo en la Universidad de Barcelona, Asepeyo. Desarrollando el rol de jugadora-entrenadora, consiguió un subcampeonato de España y fue elegida como mejor jugadora de balonmano universitaria en dos ocasiones (1971, 1972). 
Una vez finalizados los estudios, trabajó en el Hospital Clínico, en las unidades de digestivo y de cardiología, y en el Hospital Cantonal de Ginebra, en las unidades de oftalmología y medicina general. 
Desde 1986 hasta su jubilación, fue profesora titular en la Escuela de Enfermería de la Universidad de Barcelona y dirigió el Postgrado sobre instrumentos complementarios de los cuidados enfermeros y el Máster de terapias naturales y complementarias.
Entre 2010 y 2015 fue profesora emérita de la Escuela de Enfermería.

## Palmarés
Balonmano
- 7 Ligas españolas (1960/61, 1962/63, 1963/64, 1964/65, 1965/66, 1966/67, 1969/70)